# Coros y Danzas de Yecla
Coros y danzas de Yecla fue un grupo fundado en 1942 por la Sección Femenina. En sus principios estaba formado solo por mujeres, más tarde, hacia finales de los años 40 y principios de los 50 comienzan a pertenecer este grupo algunos hombres, primero como miembros de la rondalla y más tarde se incorporan al cuerpo de baile.
En 1949 el grupo viaja por primera vez al extranjero, concretamente a Lausanne (Suiza), donde consigue el primer premio de aquel concurso. Posteriormente, en 1964, Coros y Danzas de Yecla es invitado a la Exposición y Feria Mundial de Nueva York, donde permanece durante tres meses representando a España. En los años 70 el grupo pasa a formar parte de la Asociación Regional Francisco Salzillo, junto con otros componentes de esta Asociación graba su primer disco, al mismo tiempo comienza a acudir a multitud de festivales en el extranjero. Más tarde el grupo entra en la Federación de Asociaciones de Coros y Danzas de España, FACYDE, y en 1992 celebra su 50 aniversario reuniendo a la mayoría de sus antiguos componentes, unas 800 personas. Durante este años el grupo realiza diferentes actos, exposiciones, actuaciones, etc, y graba un casete para conmemorar este 50 aniversario.
En 1997 FACYDE graba una recopilación del folclore de toda España, con la participación de todos sus grupos, entre los que se encontraba el grupo de Yecla. Los temas grabados para esta antología son: Fandango, Jota Yeclana, Aguilando Yeclano y Bendita sea Tu Pureza (canto auroro). En 1998 participa en el Concurso Internacional de Folclore de Zakopane (Polonia) obteniendo diversos galardones: Hacha de Plata, Campana de Oro al mejor solista, Campana de Plata al mejor coro y el Premio Especial del Ministerio de Cultura Polaco, premio que fue entregado por la ministra de cultura de este país.
En 1999, el grupo graba y presenta un disco compacto, recopilación del folclore de nuestra zona, titulado Hécula, Yécora, Yecla. Durante el mes de julio se pone en marcha un nuevo proyecto, una recopilación de la tradición musical navideña en Yecla, trabajo grabado en los mismos estudios que el anterior disco compacto y que es presentado durante este mismo año. También en 1999 actuación como pregoneros de las fiestas mayores de Yecla, con la imposición de la “Cruz de Plata” por parte de la Asociación de Mayordomos de Yecla.
Durante la primavera del año 2000 este grupo es seleccionado por el Ministerio de Cultura y la Embajada de Corea en España, para representar a España en la Exposición Mundial de la Cultura celebrada en Gyeongju (Corea del Sur), durante el mes de octubre de ese año con el espectáculo Así Somos. El otoño de 2002 es el reservado por Coros y Danzas de Yecla para celebrar su 60.º aniversario. Un aniversario en el que se vuelven a reunir la mayoría de los antiguos componentes de nuestro grupo y que es celebrado el día 1 de noviembre de ese año con un espectáculo titulado De la muerte a la vida, en el que se muestra el trabajo realizado durante los últimos años en la investigación de danzas rituales ya perdidas, junto con otras que durante estos 60 años el grupo ha ido incorporando a su repertorio por la relación que ha tenido con otros grupos de Coros y Danzas.
En noviembre de 2004 Coros y Danzas de Yecla presenta el libro titulado Cantos de Auroros de Yecla. S.XVIII – XX. Un estudio sobre los cantos de auroros de nuestra localidad en el que se incluye un CD grabado con fragmentos de estos cantos por miembros de este grupo. En julio de 2006 la asociación de Coros y Danzas de Yecla participa en el Festival Internacional de Folklore de Arezzo y en el mismo mes de 2007 participa en el 27º Incontro Internazionale del Folklore Isa Bionda en Tempio Pusania (Cerdeña).
Durante el año 2017 Coros y Danzas de Yecla celebra el 75.º Aniversario de su fundación con numerosos actos entre los que cabe destacar: un mulitudinario Fandango bailado en la calle en el que participaron más de 300 personas, acto que se realizó tras varios meses de ensayos y clases impartidas de forma totalmente altruista por Coros y Danzas de Yecla a todo el que quiso aprender la pieza más emblemática del folklore yeclano; y en segundo lugar el espectáculo que en la tarde del 25 de noviembre llenó de público el teatro Concha Segura de Yecla y la cena de convivencia que se celebró posteriormente y en la que se reunieron más de 200 antiguos componentes, amigos y simpatizantes de Coros y Danzas de Yecla 

## Actuaciones y premios Internacionales
- Concurso de Lausanne. Suiza. Primer Premio 1949.
- Feria Mundial de Nueva York. 1964.
- Festival de Karditsa. Grecia 1979.
- Festival de Bitsburg. Alemania 1980.
- Concurso Castello de Gorizia. Italia. Medalla de Oro al folclore reproducido 1981.
- I Festival Ciudad de Tempio. Cerdeña. Italia 1981.
- Festival de Saint Girons. Francia 1982.
- Festival de Karlstad. Suecia 1983.
- Festival de Lazne Belohrad. Checoslovaquia 1984.
- Festival de Arezzo. Italia 1985.
- Festival de Palermo. Italia 1985.
- XXI Festival de Zagreb. Yugoslavia 1986.
- Festival de Taskoprü. Turquía 1988.
- Festival del Estado de México. México 1989.
- X Festival Ciudad de Tempio. Cerdeña. Italia 1990.
- Festival de Mechelen. Bélgica 1994.
- Carnaval de Cerdeña. Italia 1996.
- Festival de Friburgo. Suiza 1997.
- Concurso Zakopane. Polonia 1998. Premios: Hacha de Plata, Campana de Oro al mejor solista, Campana de Plata al mejor coro, Premio Especial del Ministerio Polaco de Cultura.
- Participación en el proyecto europeo Raphael, en la ciudad italiana de Budrio (octubre de 1999).
- Representación de España en la Exposición Mundial de la Cultura celebrada en Kyongju (Corea del Sur), octubre de 2000.
- XI Festival Internazionale del folklore de Arezzo (Italia), julio de 2006.
- 27ª Festival Internazionale del folklore Isa Bionda (Cerdeña) julio de 2007

## Premios y actuaciones nacionales más importantes
- Concurso Nacional en Madrid (4 primeros premios y 1 segundo).
- Festival Nacional de Barcelona.
- Festival Internacional de la Alimentación en Barcelona.
- Festival Nacional de la Jota. Zaragoza.
- Festival Nacional de Teruel.
- Festival Nacional La Mancha Verde. Argamasilla de Alba (Ciudad Real).
- Festival Pro-Damnificados por las riadas. Valencia.
- Gala inaugural del Castillo de Valdecorneja. Barco de Ávila (Ávila).
- Festival Internacional de Gijón (Asturias).
- Festival Nacional de Formentera (Baleares).
- Festival Internacional del Mediterráneo. Murcia.
- Pabellón de Murcia en la Expo’92. Sevilla.
- Organización y participación en el Festival Internacional de Yecla (Murcia).
- Laurel de Plata de la Asociación de la Prensa de Murcia.
- Realización de programas de televisión (Canal Sur, Tele Murcia, TVE).
- Pregoneros de las Fiestas de la Virgen de Yecla en 1999.
- Medalla de plata de la Asociación de Mayordomos de la Purísima Concepción de Yecla (Murcia).
- Finalistas en el XIII Concurso Nacional de Bailes Regionales en Getafe (Madrid).
- Nombramiento como Enoturista del año 2013 por la Ruta del Vino de Yecla.

- Datos: Q5788850